# Магнітна еквівалентність
Магні́тна еквівале́нтність (рос. магнитная эквивалентность, англ. magnetic equivalence) — випадок, коли ядра атомів мають однакову резонансну частоту в ядерному магнітному резонансі та ідентичні спін-спінові взаємодії з оточуючими групами.
Якщо спін-спінова взаємодія між магнітноідентичними ядрами в спектрі не проявляється, такі ядра є хімічно ідентичними, хоча протилежне твердження не обов'язково вірне. Спін-спінова взаємодія між магнітноеквівалентними ядрами не впливає на мультиплетність відповідного сигналу ЯМР.